# Buenos Aires (Trujillo)
Buenos Aires es una localidad y un balneario ubicado en la costa norte peruana en el distrito Víctor Larco de la ciudad de Trujillo. Esta localidad se subdivide en tres zonas: Buenos Aires Sur que se extiende hasta el límite con el Distrito de Moche, Buenos Aires Centro y Buenos Aires Norte que se extiende hasta el límite con el Distrito de Huanchaco. En la zona norte de esta localidad se encuentra ubicada la sede de la municipalidad del Distrito de Víctor Larco Herrera.

## Historia
Ubicado en la parte sur oeste de la ciudad de Trujillo (Perú) se formó como balneario desde fines del siglo XIX. Apreciado por su paisaje y clima fresco y benigno, fue bautizado con el nombre de Buenos Aires por don Víctor Larco Herrera, ilustre benefactor del distrito que hoy lleva su nombre, quién en 1915 estableció el ferrocarril (y posteriormente una doble pista) entre Trujillo y el balneario de Buenos Aires, facilitando el transporte de las personas que allí vivían.
Según relatan antiguos moradores el Concejo Provincial de Trujillo regalaba los terrenos a las familias que deseaban poblar el balneario de Buenos Aires. Corrían los años 1920 y 1930 aproximadamente cuando Buenos Aires fue poblándose con las primeras familias que llegaban a veranear; terminaba el verano y luego abandonaban sus viviendas hasta el año siguiente.

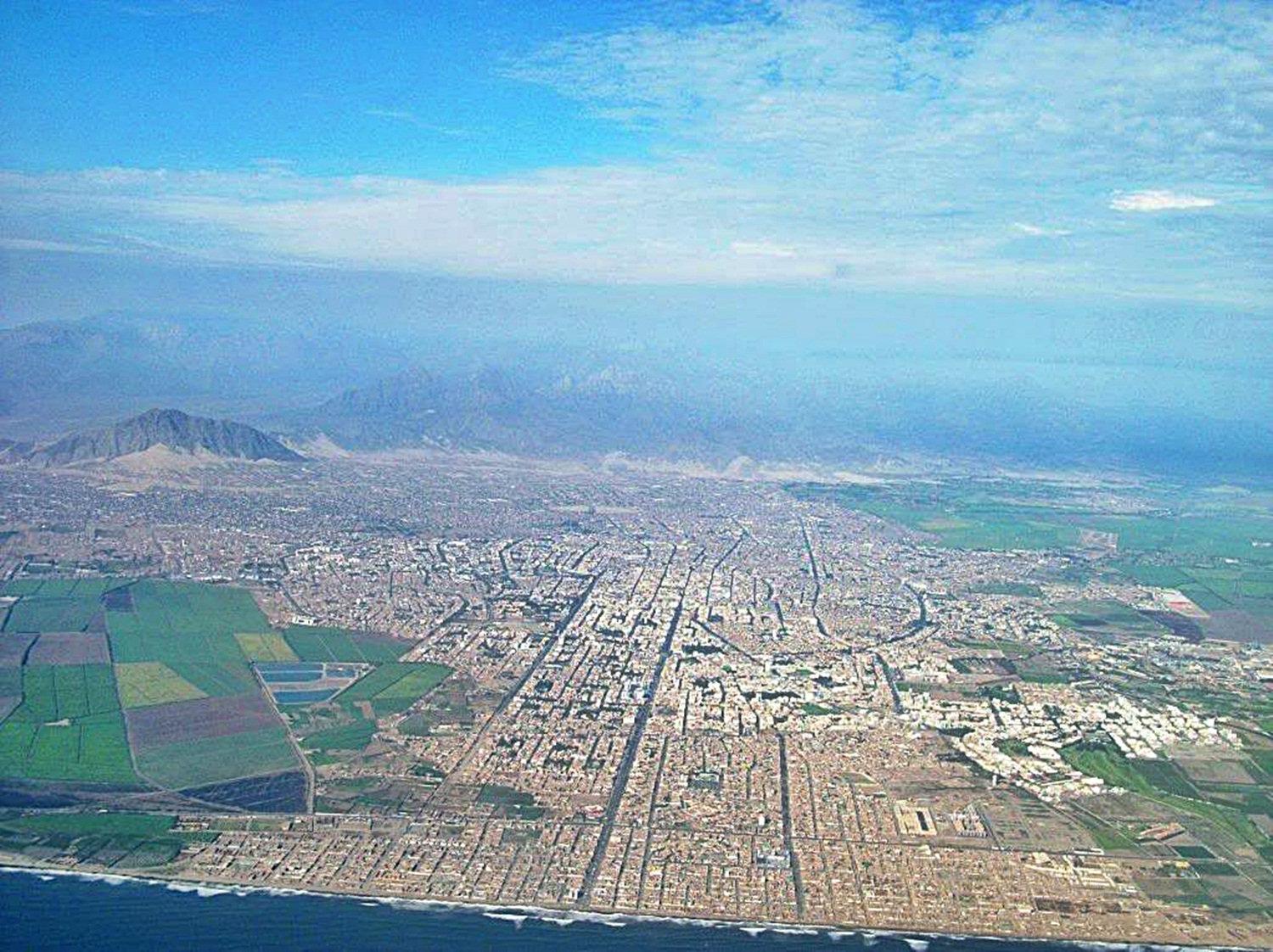
Vista desde el aire del balneario de Buenos Aires, se observa también la parte central de la ciudad de Trujillo

En ese mismo año Santiago Morillas construyó el casino que le dio lustre al balneario hasta el cierre en el año 2001. Anexado desde 1919  a la jurisdicción del distrito de Trujillo (Ley Regional N° 41), el crecimiento de Buenos Aires se aceleró llegando a ocupar una extensa área en la ribera del mar. Posteriormente, Con un área de 40 km² aproximadamente, por iniciativa de un grupo de moradores representados por el diputado liberteño Alfredo Pinillos Goicochea; quien logró que el Congreso de la República propusiera la Ley N.º 9781 que luego fue promulgada por el entonces presidente Manuel Prado Ugarteche, el 21 de enero de 1943,con lo cual se creó un nuevo distrito en la provincia de Trujillo con el nombre de Buenos Aires abarcando la extensión del actual distrito de Víctor larco.
El 16 de marzo de 1945, siendo presidente del país el General Manuel Odría  se promulgó la Ley N.º 12218, que sustituye el  nombre del distrito  de Buenos Aires por el de Víctor Larco Herrera, en memoria del filántropo trujillano que con sus bienes apoyó a los primeros moradores del distrito por lo cual actualmente Buenos Aires  es  una localidad costanera ubicada  a lo largo la ribera del litoral del distrito de Víctor Larco.

## Población
Actualmente para el año 2011, este balneario de Trujillo tiene una población aproximada de más de 21.000 habitantes distribuidos en sus tres zonas: Buenos Aires Sur, Buenos Aires Centro y Buenos Aires Norte.

## Vías principales

### Avenidas principales
Algunas de las vías o avenidas más importantes de esta localidad son;
- Avenida Larco (Trujillo)

Toma su nombre del ilustre filántropo trujillano Víctor Larco Herrera, nace a pocos metros del océano Pacífico y es una avenida importante en esta localidad del distrito así como también en la ciudad de Trujillo; une al balneario de Buenos Aires con la localidad de Vista Alegre  y es de las más comerciales y visitadas; la avenida concentra diversos negocios e instituciones, a su paso también alberga residenciales.
- Avenida Manuel Seoane, se extiende desde la avenida Huamán y se prolonga hasta el balneario de Buenos Aires.

- Avenida Dos de mayo, nombre que toma en esta localidad la vía de evitamiento, antes denominada carretera industrial, es el límite hacia el este con la localidad de Vista Alegre.

- José Faustino Sánchez Carrión, esta vía nace en la avenida Huamán y se prolonga hasta el océano Pacífico en el balneario de Buenos Aires.

- Malecón Colón, ubicado frente al mar en los últimos años ha sufrido los estragos de la erosión costera.

- Avenida Bolivia, paralela a la avenida Dos de Mayo.

- Avenida Santa Rosa, recorre la localidad de sur a norte.